# Suzanne Girod
Suzanne Richardine Poirson, coniugata Girod, meglio conosciuta come Madame P. Girod (Parigi, 8 luglio 1871 – Parigi, 20 ottobre 1926), è stata una tennista francese.

## Biografia
Celebre per le finali disputate all'Open di Francia in singolo: vinse quella del 1901 disputando la finale contro Leroux, il punteggio di quella gara non venne registrato e non è pervenuto. Per due volte perse in finale: nella prima edizione del 1897 contro Adine Masson dove fu sconfitta in due set (6-3, 6-1 per la Masson) e quella del 1902 sempre con la stessa avversaria.

## Ascendenza
|                           |                                                  |                                                        | Genitori         |  |  | Nonni |  |  | Bisnonni |  |  | Trisnonni |  |
|                           |                                                  |                                                        |                  |  |  |       |  |  | …        |  |  | …         |  |
|                           |                                                  |                                                        |                  |  |  |       |  |  | …        |  |  | …         |  |
|                           |                                                  | …                                                      |                  |  |  |       |  |  | …        |  |  |           |  |
| …                         |                                                  |                                                        |                  |  |  |       |  |  | …        |  |  |           |  |
|                           |                                                  | …                                                      | …                |  |  |       |  |  |          |  |  |           |  |
|                           |                                                  | …                                                      | …                |  |  |       |  |  |          |  |  |           |  |
|                           |                                                  | …                                                      | …                |  |  |       |  |  |          |  |  |           |  |
| Paul Poirson              |                                                  | …                                                      |                  |  |  |       |  |  |          |  |  |           |  |
|                           |                                                  | …                                                      | …                |  |  |       |  |  |          |  |  |           |  |
|                           |                                                  | …                                                      | …                |  |  |       |  |  |          |  |  |           |  |
|                           |                                                  | …                                                      | …                |  |  |       |  |  |          |  |  |           |  |
| …                         |                                                  | …                                                      |                  |  |  |       |  |  |          |  |  |           |  |
|                           |                                                  | …                                                      | …                |  |  |       |  |  |          |  |  |           |  |
|                           |                                                  | …                                                      | …                |  |  |       |  |  |          |  |  |           |  |
|                           |                                                  | …                                                      | …                |  |  |       |  |  |          |  |  |           |  |
| Suzanne Poirson           |                                                  | …                                                      |                  |  |  |       |  |  |          |  |  |           |  |
|                           | Francis Seymour-Conway, III marchese di Hertford | Francis Ingram-Seymour-Conway, II marchese di Hertford |                  |  |  |       |  |  |          |  |  |           |  |
|                           | Francis Seymour-Conway, III marchese di Hertford | Francis Ingram-Seymour-Conway, II marchese di Hertford |                  |  |  |       |  |  |          |  |  |           |  |
|                           | Francis Seymour-Conway, III marchese di Hertford | Isabella Ingram                                        |                  |  |  |       |  |  |          |  |  |           |  |
| Henry Seymour             | Francis Seymour-Conway, III marchese di Hertford |                                                        |                  |  |  |       |  |  |          |  |  |           |  |
|                           |                                                  | Maria Emilia Fagnani                                   | …                |  |  |       |  |  |          |  |  |           |  |
|                           |                                                  | Maria Emilia Fagnani                                   | …                |  |  |       |  |  |          |  |  |           |  |
|                           |                                                  | Maria Emilia Fagnani                                   | Costanza Brusati |  |  |       |  |  |          |  |  |           |  |
| Seymourina Seymour        |                                                  | Maria Emilia Fagnani                                   |                  |  |  |       |  |  |          |  |  |           |  |
|                           |                                                  | …                                                      | …                |  |  |       |  |  |          |  |  |           |  |
|                           |                                                  | …                                                      | …                |  |  |       |  |  |          |  |  |           |  |
|                           |                                                  | …                                                      | …                |  |  |       |  |  |          |  |  |           |  |
| Amélie Clémence Barjonnet |                                                  | …                                                      |                  |  |  |       |  |  |          |  |  |           |  |
|                           |                                                  | …                                                      | …                |  |  |       |  |  |          |  |  |           |  |
|                           |                                                  | …                                                      | …                |  |  |       |  |  |          |  |  |           |  |
|                           |                                                  | …                                                      | …                |  |  |       |  |  |          |  |  |           |  |
|                           |                                                  | …                                                      |                  |  |  |       |  |  |          |  |  |           |  |